# Amikiri

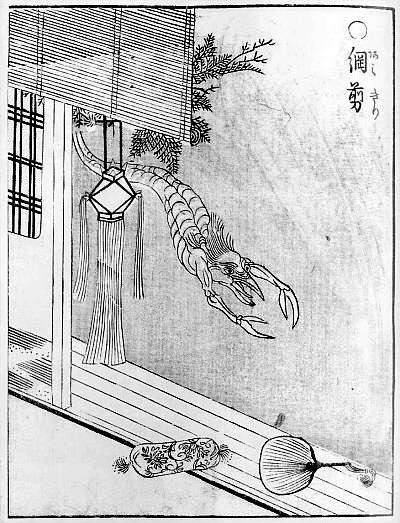
"Amikiri" (網切) dal Gazu Hyakki Yagyō

Amikiri (網剪) è uno yōkai giapponese raffigurato nello Gazu Hyakki Yagyō di Toriyama Sekien.

## Aspetto
Si presenta come un ibrido tra un serpente, un uccello e un'aragosta. Ha delle chele simile a quelle di uno scorpione o di un granchio, ma il loro fine è sconosciuto in quanto il testo lo specifica.Molti degli yōkai presenti nel Gazu hyakki yagyō erano già stati rappresentati in opere precedenti, come nell'Hyakkai Zukan, ed è quindi plausibile supporre che l'amikiri non sia altro che il kamikiri.Quest'ultimo era solito tagliare con le sue chele le reti dei pescatori, meritandosi il titolo presso i locali di peste.
In diversi scritti del periodo Shōwa e del periodo Heisei, l'amikiri è descritto come una creatura soprannaturale che danneggia zanzariere e maglie.

## Leggenda
Nel libro Tōhoku Kaidan no Tabi dell'autore Norio Yamada, c'è una storia ambientata in un piccolo villaggio di pescatori nella regione di Shōnai, dove un Amikiri tormentava i paesani tagliando le reti per la pesca di giorno e le zanzariere di notte.Ma, non essendoci racconti popolari simili in quella regione, la leggenda dell'Amikiri è probabilmente solo un'invenzione dello scrittore.

## Buddismo
Tra i dodici segni dello zodiaco presenti nel Mandala delle stelle (星曼荼羅), lo Scorpione è spesso raffigurato come una creatura simile a un gamberetto.